# Chiastosella
Chiastosella är ett släkte av mossdjur. Chiastosella ingår i familjen Escharinidae.
Kladogram enligt Catalogue of Life:
| Chiastosella | \| \| Chiastosella daedala \| \| \| \| \| \| Chiastosella dissidens \| \| \| \| \| \| Chiastosella duplicata \| \| \| \| \| \| Chiastosella enigma \| \| \| \| \| \| Chiastosella exuberans \| \| \| \| \| \| Chiastosella gabrieli \| \| \| \| \| \| Chiastosella longaevitas \| \| \| \| \| \| Chiastosella splendida \| \| \| \| \| \| Chiastosella umbonata \| \| \| \| \| \| Chiastosella watersi \| \| \| \| |
|              | \| \| Chiastosella daedala \| \| \| \| \| \| Chiastosella dissidens \| \| \| \| \| \| Chiastosella duplicata \| \| \| \| \| \| Chiastosella enigma \| \| \| \| \| \| Chiastosella exuberans \| \| \| \| \| \| Chiastosella gabrieli \| \| \| \| \| \| Chiastosella longaevitas \| \| \| \| \| \| Chiastosella splendida \| \| \| \| \| \| Chiastosella umbonata \| \| \| \| \| \| Chiastosella watersi \| \| \| \| |
|              | Bryopesanser |
|              | |
|              | Escharina |
|              | |
|              | Herentia |
|              | |
|              | Hippomenella |
|              | |
|              | Mastigophora |
|              | |
|              | Phaeostachys |
|              | |
|              | Therenia |
|              | |
|              | Chiastosella daedala |
|              | |
|              | Chiastosella dissidens |
|              | |
|              | Chiastosella duplicata |
|              | |
|              | Chiastosella enigma |
|              | |
|              | Chiastosella exuberans |
|              | |
|              | Chiastosella gabrieli |
|              | |
|              | Chiastosella longaevitas |
|              | |
|              | Chiastosella splendida |
|              | |
|              | Chiastosella umbonata |
|              | |
|              | Chiastosella watersi |
|              | |

|  | Chiastosella daedala     |
|  |                          |
|  | Chiastosella dissidens   |
|  |                          |
|  | Chiastosella duplicata   |
|  |                          |
|  | Chiastosella enigma      |
|  |                          |
|  | Chiastosella exuberans   |
|  |                          |
|  | Chiastosella gabrieli    |
|  |                          |
|  | Chiastosella longaevitas |
|  |                          |
|  | Chiastosella splendida   |
|  |                          |
|  | Chiastosella umbonata    |
|  |                          |
|  | Chiastosella watersi     |
|  |                          |